# Malinowka (Kaliningrad, Slawsk)
Malinowka (russisch Малиновка, deutsch Sprakten, litauisch Sprakčiai) ist ein Ort in der russischen Oblast Kaliningrad. Er gehört zur kommunalen Selbstverwaltungseinheit Stadtkreis Slawsk im Rajon Slawsk.

## Geographische Lage
Malinowka liegt im äußersten Süden des Rajon Slawsk an einer Kommunalstraße 27K-175, welche die Föderalstraße A216 (einstige deutsche Reichsstraße 138, heute auch Europastraße 77) unweit Wyssokoje (Popelken, 1938 bis 1946 Markthausen) mit der Regionalstraße 27A-009 (ex A197) bei Majowka (Georgenburg) nördlich der Stadt Tschernjachowsk (Insterburg) verbindet. Bis zur früheren Kreisstadt Tschernjachowsk sind es 18 Kilometer, die heutige Rajonshauptstadt Slawsk (Heinrichswalde) liegt 31 Kilometer entfernt. Eine Bahnanbindung besteht nicht.

## Geschichte
Das bis 1945 Sprakten genannte kleine Dorf war zwischen 1874 und 1945 in den Amtsbezirk Lasdehnen (1935 in „Amtsbezirk Neuwalde“ umbenannt, russischer Name: Petschjorskoje, der Ort existiert nicht mehr) eingegliedert und gehörte zum Kreis Insterburg im Regierungsbezirk Gumbinnen der preußischen Provinz Ostpreußen.
In Kriegsfolge kam Sprakten 1945 mit dem nördlichen Ostpreußen zur Sowjetunion. Der Ort erhielt 1947 die russische Bezeichnung „Malinowka“ und wurde gleichzeitig dem Dorfsowjet Wyssokowski selski Sowet im Rajon Bolschakowo zugeordnet. Seit 1963 gehört der Ort zum Rajon Slawsk. Von 2008 bis 2015 gehörte Malinowka zur Landgemeinde Bolschakowskoje selskoje posselenije und seither zum Stadtkreis Slawsk.

### Einwohnerentwicklung
| Jahr | Einwohner |
| ---- | --------- |
| 1910 | 379       |
| 1933 | 309       |
| 1939 | 320       |
| 2002 | 49        |
| 2010 | 56        |

## Kirche
Sprakten gehörte bis 1945 wegen seiner mehrheitlich evangelischen Bevölkerung zum Kirchspiel der Kirche Berschkallen (1938 bis 1945: Birken (Ostpr.), russisch: Gremjatschje). Sie lag im Kirchenkreis Insterburg innerhalb der Kirchenprovinz Ostpreußen der Kirche der Altpreußischen Union. Heute liegt Malinowka im Einzugsbereich der in den 1990er Jahren neu entstandenen evangelisch-lutherischen Gemeinde in Bolschakowo, einer Filialgemeinde in der Kirchenregion der Salzburger Kirche in Gussew (Gumbinnen) innerhalb der Propstei Kaliningrad (Königsberg) der Evangelisch-lutherischen Kirche Europäisches Russland.